# Lepelsteuren
Lepelsteuren (Polyodontidae) vormen een primitieve familie van vissen uit de orde van de steurachtigen (Acipenseriformes). Kenmerken van vissen uit deze familie zijn de grote bek en de langgerekte lepelachtige snuit. Deze snuit neemt de helft van de totale lengte van de vis in beslag. Sommige delen van de vis, zoals het skelet en de diep gevorkte staartvin, lijken op delen van haaien, hoewel ze er niet nauw mee verwant zijn. 
Lepelsteuren zijn de oudst bekende vissen, waarvan fossiele vondsten dateren van 300 tot 400 miljoen jaar geleden (50 miljoen jaar vóór het verschijnen van de dinosaurussen). Het lichaam van de vissen bevat een hoog gehalte aan visolie, en zelfs opgezette exemplaren lekken soms nog een olieachtige vloeistof.

## Soorten

### Noord-Amerika
Er bestaat nog maar een levende soort in de familie van de lepelsteuren: Polyodon spathula. Hij leeft in langzaam stromend water van de Mississippi, Missouri, Ohio en de rivieren in Oklahoma. De vis werd vroeger ook aangetroffen in de Grote Meren. In mei 2000 is de vis uitgestorven verklaard in Canada.
In Noord-Amerika is de lepelsteur een van de grootste zoetwatervissen, hij wordt daar gewoonlijk 1,50 meter lang en weegt dan meer dan 25 kilogram. Het grootste exemplaar werd in Iowa gevangen en woog 91 kilogram. Het is lastig om de leeftijd van exemplaren te bepalen, maar ze worden naar schatting meer dan 50 jaar oud.
Fossiele exemplaren van andere lepelsteursoorten zijn ook aangetroffen, zoals Crossopholis magnicaudatus die gevonden werd in Wyoming en dateert uit het Eoceen.

### China
In januari 2020 is, na jarenlang vergeefs ernaar gezocht te hebben, Psephurus gladius, die leefde in de Yangtze, als officieel uitgestorven (tussen 2005 en 2010) verklaard. Er werden van deze soort in China in het verleden exemplaren aangetroffen van 7 meter lang die 450 kilogram wogen.

## Kenmerken
Onderzoekers dachten vroeger dat de lepel van de vissen gebruikt werd om bodemvegetatie van meren en rivieren om te woelen, maar nu is bekend dat deze alleen gebruikt wordt voor het filteren van zoöplankton uit het water. Ze doen dit met de kieuwbogen binnen de bek. Verder blijkt de lepel ook te dienen als stabilisator tijdens het zwemmen, waarbij de lepel als een soort vliegtuigvleugel fungeert. Uit recent onderzoek blijkt dat de vissen elektrosensoren bezitten waarmee ze zwakke elektrische velden kunnen detecteren. Dit wordt gebruikt om kleine prooien te detecteren.

## Status
Door onder andere overbevissing en dammenbouw, waardoor migratieroutes worden onderbroken en het voor de vissen lastig wordt om de paaigronden te bereiken, is de populatie sterk in aantal afgenomen.

## Kaviaar
Net als de kuit van vissen uit de steurenfamilie, wordt ook de kuit van deze vis gebruikt om kaviaar van te fabriceren. Een wijfje heeft negen tot tien jaar nodig om eieren te kunnen leggen en legt per jaar meer dan een half miljoen eieren. Ze paaien echter niet elk jaar.